# Är vi på väg hem?
Är vi på väg hem? var Kajsa Grytts tredje album, släpptes den 5 maj 2003.

## Låtförteckning
| Nr  | Titel                                       |  |
| --- | ------------------------------------------- |  |
| 1.  | Ökensand                                    |  |
| 2.  | Farlig Liten Jävul                          |  |
| 3.  | Fallen I Graven                             |  |
| 4.  | Ingen Som Vet                               |  |
| 5.  | Precis Så                                   |  |
| 6.  | Tur För Dig                                 |  |
| 7.  | Jag Är En Av Dem                            |  |
| 8.  | Du Är Nästan Här                            |  |
| 9.  | Ökensand                                    |  |
| 10. | Är Vi På Väg Hem (text av Mariette Glodeck) |  |